# Eduard Groos

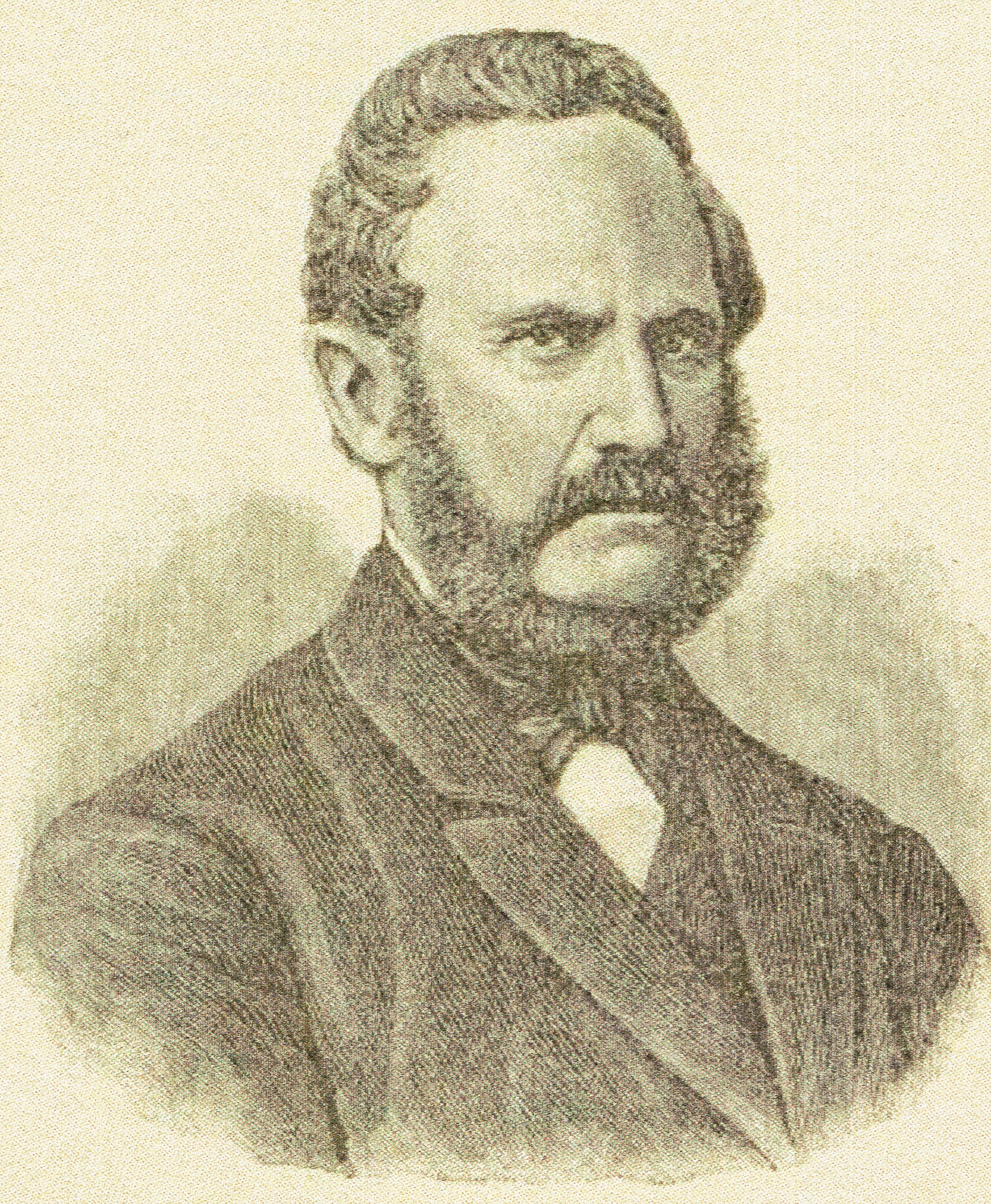
Eduard Groos (1806–1891) (Zeichnung ca. 1860)

Eduard Albert Groos (* 21. Februar 1806 auf Schloss Wittgenstein; † 12. Dezember 1891 in Laasphe) war ein deutscher Arzt und Ehrenbürger der Stadt Laasphe.

## Leben und Wirken
Eduard Albert Groos wurde am 21. Februar 1806 als vierter Sohn des fürstlichen Kammerassessors Johann Daniel Karl Henrich Groos (1771–1858) und seiner Ehefrau Friederike geb. Schaffner auf Schloss Wittgenstein bei Laasphe geboren.
Groos studierte 1825 an der Universität Marburg zunächst Theologie, wechselte aber dann zum Medizinstudium und führte es in den Jahren 1827 bis 1829 in Bonn fort. Die Jahre 1829 bis 1831 verbrachte er in Berlin, wo er zunächst seine einjährige Militärdienstzeit bei den Gardeschützen absolvierte und dann sein Studium mit dem Examen 1831 mit dem Prädikat „Sehr gut“ abschloss. Seine in Latein verfasste Inaugural-Dissertation De epiphora seu dacryorrhysi legte er 1830 an der Universität Berlin vor, wo er promoviert wurde.
Er ließ sich 1831 als Landarzt in Laasphe nieder. 1835 machte Groos die Bekanntschaft des Botanikers und Homöopathen Clemens Maria Franz von Bönninghausen in Münster. Besonders richtungsweisend war sein Schwager Ludwig Griesselich, der ihn nach einem langjährigen Briefverkehr über die Grundsätze und Grundanschauungen der neuen Schule dazu bewog, zur Homöopathie überzutreten und seine Landpraxis nach diesen Grundsätzen zu führen.
Am 19. Januar 1839, anlässlich der Entbindung der Fürstin Amalie (geb. Gräfin zu Bentheim-Tecklenburg) von Zwillingen auf Schloss Wittgenstein, erfolgte die Berufung zum Hofrat und zweiten Leibarzt des Fürsten Alexander zu Sayn-Wittgenstein-Hohenstein.
Neben seinem Beruf engagierte sich Groos auf politischer Ebene der Stadt Laasphe und des Kreises Wittgenstein. Er war im Stadtrat viele Jahre Stadtverordnetenvorsteher, Mitglied des Magistrates und auch des Kreistages. Besondere Verdienste erwarb er sich beim Bau der Eisenbahnlinie Marburg–Kreuztal, für die er sich viele Jahre einsetzte. Als im Kreis Biedenkopf der erste Spatenstich hierzu vollzogen werden sollte, kam ihm am 29. Dezember 1880 diese Ehre zu.
Gegen Ende seiner Laufbahn veröffentlichte er ein Buch über seine praktischen Erfahrungen auf dem Gebiet der Homöopathie: Die Erfahrungen eines alten Arztes vorzüglich auf dem Gebiete der Homöopathie. Eine biographisch-medizinische Skizze. „Von Eduard Albert Groos, praktischer Arzt, Wundarzt und Geburtshelfer, Fürstlich=Wittgensteinischer Hofrat, Mitglied des homöopathischen Centralvereins Deutschlands, Ehrenbürger der Stadt Laasphe.“ Verlag J. Bädeker, Iserlohn 1885. 407 Seiten.
Eduard Groos heiratete am 21. Februar 1835 Caroline Mariane Johannette Wilhelmine Abresch, Tochter des königlichen Justizrats Gottlieb Victor Abresch und der Ehefrau Johanna Margareta Winterstein in Laasphe.
Auch zwei seiner fünf Söhne waren homöopathische Ärzte in Magdeburg und Barmen.
Eduard Groos starb im Alter von 85 Jahren am 12. Dezember 1891 in Laasphe.

## Auszeichnungen
- 1839 wurde Groos zum Hofrat und Leibarzt des regierenden Fürsten Alexander zu Sayn-Wittgenstein-Hohenstein ernannt.
- 1880 wurde ihm der Rote Adlerorden 4. Klasse verliehen.
- 1880 wurde Eduard Groos anlässlich seines goldenen Arztjubiläums Ehrenbürger von Laasphe.[12]

## Trivia
Eduard Groos war in Laasphe als der „rote Hofrat“ bekannt. Sein älterer Bruder, Emil Groos, wurde der „schwarze Hofrat“ genannt. Diese sprachliche Unterscheidung der Brüder (beide waren praktische Ärzte, beide waren Hofräte des fürstlichen Hauses, beide waren „Dr. med. E. Groos“) war zunächst ihrer unterschiedlichen Haarfarbe geschuldet. Ihre, noch vom Vater gebauten Häuser in der Laaspher Lahnstraße unterschieden sich vor allem in einem Detail: dem Farbanstrich der Scheunen, nämlich rot und schwarz. Damit wollten die beiden Ärzte den Zustrom der Patienten steuern, da Eduard Groos eine homöopathische Praxis führte, sein Bruder Emil der Allopathie, der Schulmedizin den Vorzug gab.